# Димопулос, Санта
Са́нта Димо́пулос, полное имя Хриса́нти Я́нисовна Димо́пулос (укр. Санта (Хрисанті) Янісівна Дімопулос, греч. Σάντα (Χρυσάνθη) Ιωάννου Δημοπούλου; род. 21 мая 1987, Киев) — украинская певица, инфлюэнсер, солистка групп «Queens», «ВИА Гра», «Седьмое небо», выпускница третьего сезона украинского проекта «Фабрика звёзд». Чемпионка мира по фитнесу (2011).

## Биография
Родилась 21 мая 1987 в Киеве в греко-ассирийско-украинской семье. С самого детства начала профессионально заниматься танцами, а впоследствии стала мастером спорта по спортивным бальным танцам.
В 2006 году заняла третье место на конкурсе красоты «Мисс Вселенная Украина».
В 2011 году в Таиланде завоевала титул чемпионки мира по бодибилдингу и фитнесу. В том же году окончила юридический факультет Киевского национального университета.
В 2014 году с подругой Юлией Ковалёвой открыли в Киеве бутик «Gold Vintage».

### Музыкальная карьера
Димопулос была солисткой украинской группы «Седьмое небо», которую покинула по собственному желанию.

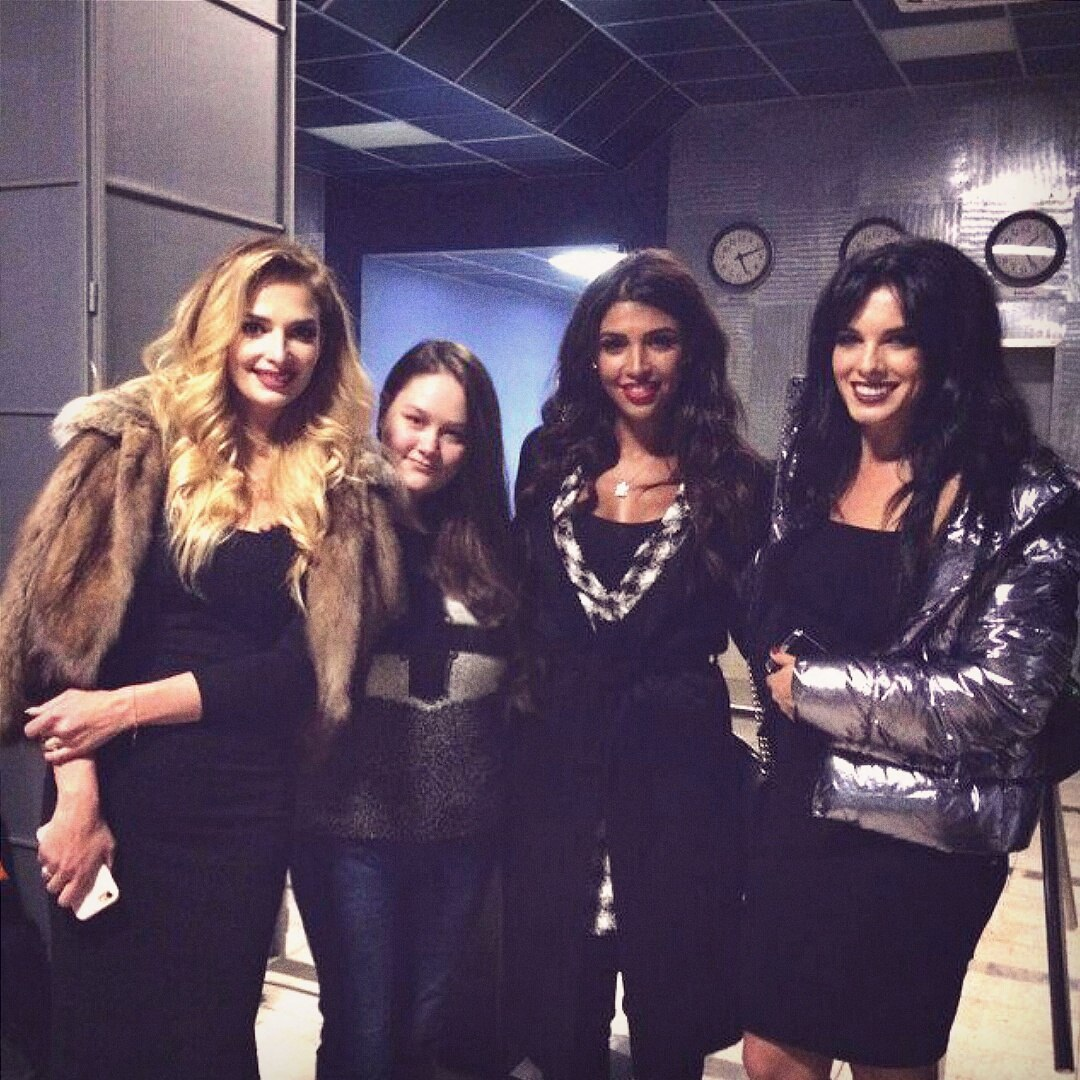
Санта (вторая справа) в составе группы «Queens» и поклонница

В 2009 году стала участницей украинского проекта «Фабрика звёзд-3», музыкальным продюсером который был Константин Меладзе.
В декабре 2011 года стала солисткой группы «ВИА Гра», в которой заняла место ушедшей из группы Надежды Грановской. С участием Димопулос были выпущены сингл и видеоклип «Алло, мам», однако уже в начале октября 2012 года она покинула группу, чтобы заняться сольной карьерой. В мае 2013 года певица представила дебютный сольный клип на композицию «When We Move», съёмки которого проходили в Лос-Анджелесе под руководством Сергея Бандераса. В сентябре 2013 года стала одной из шести наставниц в телепроекте «Хочу V ВИА Гру».
В 2020 году Санта заняла первое место в телепроекте «Танцы со звёздами» (в паре с танцором Максимом Леоновым).

### Группа «Queens»
8 ноября 2016 года стало известно об образовании новой поп-группы под продюсированием Сергея Ковалёва, в которую помимо Санты вошли ещё две экс-солистки «ВИА Гры»: Ольга Романовская и Татьяна Котова. 15 ноября на пресс-конференции было объявлено название группы — «Queens». 19 ноября состоялась премьера дебютной песни «Зачем» на «Золотом граммофоне» в СК «Олимпийский». В апреле 2017 года стало известно, что все три девушки покинули группу, вместо них теперь поют новые участницы, во главе с экс-солисткой группы «ВИА Гра» Кристиной Коц-Готлиб.

### Личная жизнь
29 октября 2008 года Димопулос родила сына Даниэля от украинского шоумена Андрея Джеджулы, с которым находилась в сожительстве с 2007 по 2010 годы.
18 сентября 2012 года вышла замуж за бизнесмена Владимира Самсоненко. Церемония прошла в итальянском замке Орсини-Одескальки. В 2013 году пара развелась. Позже Димопулос заявила, что их свадьба была фейковой.
Осенью 2015 года Димопулос вышла замуж за совладельца сети спортивных клубов Игоря Кучеренко. 14 сентября 2019 года родила дочь Софию.

## Реклама
- All inclusive от Укрсиббанка (2010)
- напитка EnerGO от Биолы (2011)

## Фильмография
- Space Pirate Captain Harlock 3D — Эмеральдас (русский дубляж)

- 2019 — «Продюсер»[32]

## Чарты
| Год  | Название       | Чарты                               | Чарты                              | Чарты                                       | Чарты                               | Чарты                             | Чарты                           | Чарты                               | Альбом |
| Год  | Название       | Россия и СНГ (TopHit Общий Топ-100) | Россия (TopHit Московский Топ-100) | Россия (TopHit Санкт-Петербургский Топ-100) | Украина (TopHit Украинский Топ-100) | Украина (TopHit Киевский Топ-100) | Радиочарт по заявкам TopHit 100 | Россия и СНГ (TopHit Общий годовой) | Альбом |
| ---- | -------------- | ----------------------------------- | ---------------------------------- | ------------------------------------------- | ----------------------------------- | --------------------------------- | ------------------------------- | ----------------------------------- | ------ |
| 2013 | «When We Move» | 212                                 | —                                  | —                                           | 171                                 | 299                               | 144                             | —                                   | TBA    |

## Видео

### В составе группы «ВИА Гра»
| Год  | Клип         | Режиссёр    | Альбом |
| ---- | ------------ | ----------- | ------ |
| 2012 | «Алло, мам!» | Алан Бадоев | TBA    |

### Сольные клипы
| Год  | Клип           | Режиссёр        | Альбом |
| ---- | -------------- | --------------- | ------ |
| 2013 | «When We Move» | Сергей Бандерас | TBA    |

### В клипах других исполнителей
| Год  | Клип                  | Исполнитель    | Режиссёр        |
| ---- | --------------------- | -------------- | --------------- |
| 2013 | «Слёзы в моём сердце» | Сергей Лазарев | Сергей Бандерас |
| 2019 | «Подруга»             | Татьяна Котова | Тарас Голубков  |

## Синглы
- «Коснись»
- «When we move»
- «Убегаю»
- «Всё OK»